# Scheveninger Variante
|   | a | b | c | d | e | f | g | h |   |
| 8 |   |   |   |   |   |   |   |   | 8 |
| 7 |   |   |   |   |   |   |   |   | 7 |
| 6 |   |   |   |   |   |   |   |   | 6 |
| 5 |   |   |   |   |   |   |   |   | 5 |
| 4 |   |   |   |   |   |   |   |   | 4 |
| 3 |   |   |   |   |   |   |   |   | 3 |
| 2 |   |   |   |   |   |   |   |   | 2 |
| 1 |   |   |   |   |   |   |   |   | 1 |
|   | a | b | c | d | e | f | g | h |   |

Grundstellung der Scheveninger-Variante nach 5. … e7–e6
Die Scheveninger Variante ist ein System der Sizilianischen Verteidigung, einer  Eröffnung im Schachspiel. In den ECO-Codes wird die Scheveninger Variante unter den Schlüsseln B80 bis B89 klassifiziert.
Sie entsteht nach den Zügen  (siehe auch: Schachnotation):
1. e2–e4 c7–c5 2. Sg1–f3 d7–d6 (e7–e6) 3. d2–d4 c5xd4 4. Sf3xd4 Sg8–f6 5. Sb1–c3 e7–e6 (d7–d6)

## Namensgebung
Der Name der Eröffnung geht auf die Turnierpartie zwischen Géza Maróczy und Max Euwe zurück, welche 1923 im holländischen Seebad Scheveningen ausgetragen wurde.

## Ideen und Spielweisen
Charakteristisch ist das „kleine Zentrum“ mit e6 und d6. Schwarz baut sich flexibel auf und sucht das Spiel am Damenflügel über die halboffene c-Linie und gegebenenfalls mit den Bauernzügen a7–a6 und b7–b5. Oder er wird nach Entwicklung seiner Figuren mit Lf8–e7, 0–0, Sb8–c6 (oder Sb8–d7) im Zentrum aktiv (mit d6–d5 bzw. e6–e5). Weiß kann versuchen, den Vorstoß d6–d5 zu hemmen, z. B. indem er mittels Lf1–c4 das Feld d5 kontrolliert oder mit Lc1–g5 den Springer auf f6 angreift. 6. … Lf8–e7! ist aber hier gegen diese beiden ansonsten hochinteressanten weißen Züge das Genaueste.

## Varianten
- 6. g2–g4, der Keres-Angriff
- 6. Lf1–e2
- 6. g2–g3
- 6. f2–f4
- 6. Lf1–c4, die Fischer-Variante (Siehe Sosin-Variante)
- 6. f2–f3, der Englische Angriff und
- 6. Lc1–e3, womit ebenfalls das System des Englischen Angriffs mit Le3, Dd2, f3, g4 eingeleitet werden soll.

6. Lc1–g5 findet hier die sofortige genaue Antwort Lf8–e7! nebst 7. … h7–h6. 7. Dd1–d2 deckt zwar den Lg5. 7. … h7–h6 ändert das, weil 8. Lg5–h4 an Sf6xe4 scheitert.
Der klassische Aufbau des Weißen in dieser Variante ist Lf1–e2, 0–0, f2–f4, Kg1–h1 mit der Absicht Dd1–e1–g3. Dabei könnte Sb8–c6 mit Lc1–e3 und a7–a6 mit a2–a4 beantwortet werden.

## Keres-Angriff
|   | a | b | c | d | e | f | g | h |   |
| 8 |   |   |   |   |   |   |   |   | 8 |
| 7 |   |   |   |   |   |   |   |   | 7 |
| 6 |   |   |   |   |   |   |   |   | 6 |
| 5 |   |   |   |   |   |   |   |   | 5 |
| 4 |   |   |   |   |   |   |   |   | 4 |
| 3 |   |   |   |   |   |   |   |   | 3 |
| 2 |   |   |   |   |   |   |   |   | 2 |
| 1 |   |   |   |   |   |   |   |   | 1 |
|   | a | b | c | d | e | f | g | h |   |

6. g2–g4 der Keres-Angriff
6. g2–g4 leitet den Keres-Angriff ein, den härtesten Test für den Scheveninger. Die Fortsetzung ist der nach dem estnischen Großmeister Paul Keres benannt. Weiß nutzt aus, dass 5. … e7–e6 dem Läufer auf c8 die Sicht auf g4 verstellt. Mit g4–g5 möchte er den Springer auf f6 von seinem guten Feld vertreiben und auch Raum am Königsflügel gewinnen.
Da der Keres-Angriff für Schwarz sehr gefährlich ist, wählen manche Spieler lieber die Najdorf-Variante und leiten von dort nach 6. Le2 oder 6. Le3 mit 6. … e7–e6 in den Scheveninger über. Diese Zugfolge war z. B. bei Garri Kasparow beliebt.
In den 1950ern und 60ern, bevor jahrzehntelange Praxis zeigte, wie gefährlich Keres‘ Angriff ist, war 6. … a7–a6 eine häufige Antwort.
In der Megabase berichtet Mihail Marin, 6. … e6–e5 sei einst das Steckenpferd des rumänischen Großmeisters Mihai Șubă gewesen.

### 6. … Sb8–c6
Mit 6. … Sb8–c6 ignoriert Schwarz den weißen Angriff und setzt auf schnelle Entwicklung und Gegenangriff.
7. g4–g5 Sf6–d7 8. Lc1–e3
8. Sdb5 Sb6 9. Lf4 Se5 kann Schwarz durch 6. … a7–a6 statt 6. … Sb8–c6 vermeiden
Lf8–e7 9. h2–h4 0–0 Schwarz rochiert auf die Seite auf der Weiß angreift. Laut Theorie ist diese Stellung gerade noch zu halten.

### 6. … h7–h6
|   | a | b | c | d | e | f | g | h |   |
| 8 |   |   |   |   |   |   |   |   | 8 |
| 7 |   |   |   |   |   |   |   |   | 7 |
| 6 |   |   |   |   |   |   |   |   | 6 |
| 5 |   |   |   |   |   |   |   |   | 5 |
| 4 |   |   |   |   |   |   |   |   | 4 |
| 3 |   |   |   |   |   |   |   |   | 3 |
| 2 |   |   |   |   |   |   |   |   | 2 |
| 1 |   |   |   |   |   |   |   |   | 1 |
|   | a | b | c | d | e | f | g | h |   |

Stellung nach 6. … h7–h6 und 10. … Sh5–f6.
Der Zug 6. … h7–h6 ist die häufigste Erwiderung des Schwarzen und behindert das sofortige 7. g4–g5. 6. … d6–d5? würde zwar dem Prinzip folgen einem Flügelangriff mit einem Gegenschlag im Zentrum zu begegnen. Allerdings erweist sich der Tempoverlust als entscheidend (Schwarz hat zweimal mit dem d-Bauern gezogen) und Weiß kann Vorteil erlangen.
7. h2–h4 bereitet erneut den Vorstoß g4–g5 vor.
7. … Sb8–c6 8. Th1–g1 Nun ist g4–g5 möglich. Sofortiges 8. g4–g5? scheitert an 8. … h6xg5 9. h4xg5, was nach 9. … Th8xh1 10. g5xf6 den Turm verliert, aber nur den Springer gewinnt.
8. … h6–h5 ! Ermöglicht dem Springer nach g4–g5 den Zug Sf6–g4
9. g4xh5 Weiß ändert seine Pläne und öffnet die g-Linie.
9. … Sf6xh5 10. Lc1–g5 Sh5–f6
Weiß hat nun einen Turm auf der halboffenen g-Linie und einen aktiven Läufer auf g5. Er plant nach der langen Rochade weiter am Königsflügel vorzugehen. Deshalb ist die kurze Rochade für Schwarz keine Option mehr. Er plant ebenfalls lang zu rochieren oder manchmal auch gar nicht. Im Gegensatz zu Weiß, der einen isolierten h-Bauern besitzt, hat Schwarz keinerlei strukturelle Schwächen, was ihm im Endspiel einen Vorteil gibt, falls er den weißen Angriff im Mittelspiel übersteht. Diese Struktur wird ebenso durch direktes 7. g4–g5 h6xg5 8. Lc1xg5 erreicht.

## Le2-Variante
|   | a | b | c | d | e | f | g | h |   |
| 8 |   |   |   |   |   |   |   |   | 8 |
| 7 |   |   |   |   |   |   |   |   | 7 |
| 6 |   |   |   |   |   |   |   |   | 6 |
| 5 |   |   |   |   |   |   |   |   | 5 |
| 4 |   |   |   |   |   |   |   |   | 4 |
| 3 |   |   |   |   |   |   |   |   | 3 |
| 2 |   |   |   |   |   |   |   |   | 2 |
| 1 |   |   |   |   |   |   |   |   | 1 |
|   | a | b | c | d | e | f | g | h |   |

Die Le2-Variante
|   | a | b | c | d | e | f | g | h |   |
| 8 |   |   |   |   |   |   |   |   | 8 |
| 7 |   |   |   |   |   |   |   |   | 7 |
| 6 |   |   |   |   |   |   |   |   | 6 |
| 5 |   |   |   |   |   |   |   |   | 5 |
| 4 |   |   |   |   |   |   |   |   | 4 |
| 3 |   |   |   |   |   |   |   |   | 3 |
| 2 |   |   |   |   |   |   |   |   | 2 |
| 1 |   |   |   |   |   |   |   |   | 1 |
|   | a | b | c | d | e | f | g | h |   |

Le2-Variante nach 11. Kg1–h1
Nach 6. Lf1–e2 plant Weiß einen klassischen Aufbau mit schneller 0–0.
6. … a7–a6 Ermöglicht nach Sbd7 … b7–b5 und … Lc8–b7. Sofort … Lf8–e7 oder … Sb8–c6 sind auch möglich.
7. 0–0 Lf8–e7 8. f2–f4 Weiß gewinnt Raum am Königsflügel und hat Druck auf e5.
8. … 0–0 9. Lc1–e3 Dd8–c7 10. a2–a4 Hemmt das typische schwarze Vorgehen am Damenflügel.
 10. … Sb8–c6 11. Kg1–h1
Entfernt den König von der Diagonalen a7–g1 und meidet damit alle taktischen Tricks, die ein Schach auf dieser Diagonalen beinhalten. So findet z. B. sofortiges 11. De1 die Entlastung Sxd4 12. Lxd4 e5! 13. fe5 de5 14. Dg3 Lc5.
Weiß plant weiter am Königsflügel vorzugehen und spielt dazu oft g2–g4–g5, um den schwarzen Springer von f6 zu vertreiben. Le2–f3 stellt den Läufer auf die lange Diagonale, um das schwarze Gegenspiel weiter zu hemmen und anschließend Lf3–g2, was Dd1–h5 erlaubt. Um den Angriff weiter zu verstärken, ist Tf1–f3–h3 möglich. Um den Angriff abzuwehren, benötigt Schwarz weitere Figuren in der Nähe seines Königs. Dafür wird oft 11. … Tf8–e8 gezogen, um anderen Figuren das Feld f8 freizumachen. Nach g7–g6 wird der Läufer mit Le7–f8–g7 in Position gebracht, anschließend der Springer über d7 nach f8 überführt, wo er das potentielle Mattfeld h7 deckt, ohne vertrieben werden zu können. Gegenspiel erreicht Schwarz im Zentrum mit den Befreiungsschlägen … d6–d5 und … e6–e5 oder am Damenflügel mit … b7–b6 und … Lc8–b7. Der Läufer ist dann auf der langen Diagonalen genau gegenüber dem gegnerischen König. Bekannte Partien sind Karpow – Kasparow, 24. Partie Schachweltmeisterschaft 1985 und Wei Yi – Lázaro Bruzón, 6th Hainan Danzu 2015.

## Lehrvideos
- Ľubomír Ftáčnik: Sizilianisch Scheveningen. ChessBase, Hamburg 2009, DVD-ROM, ISBN 978-3-86681-121-8.